# Licsakivi temető

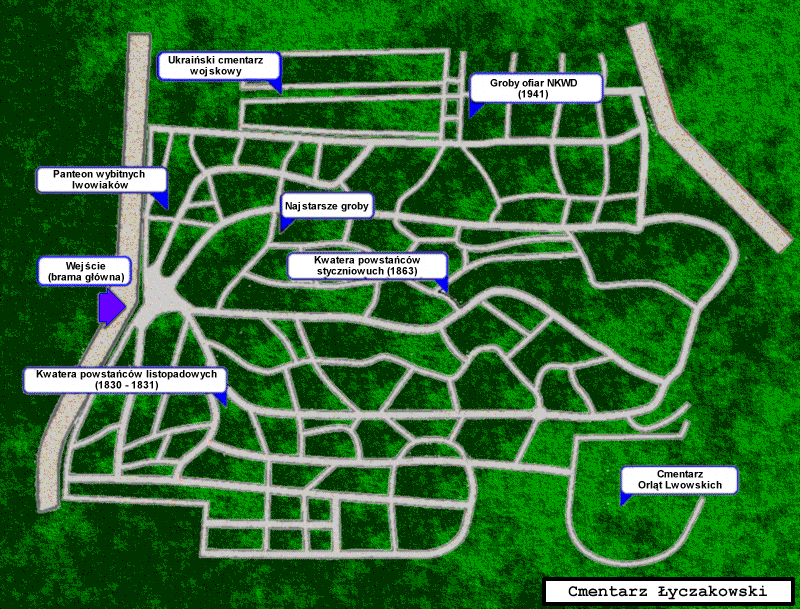
A temető térképe

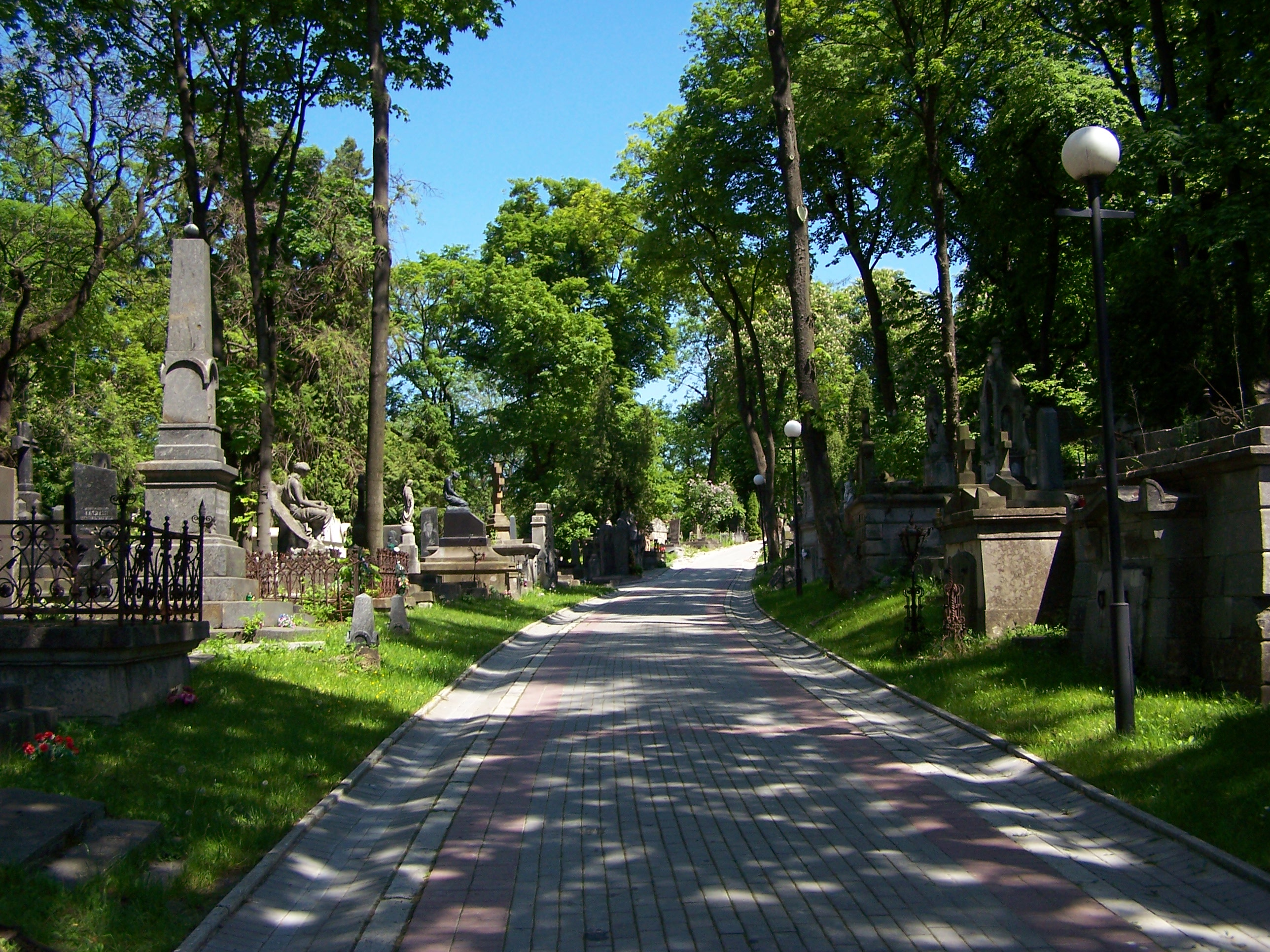
Temetői sétány (2007)

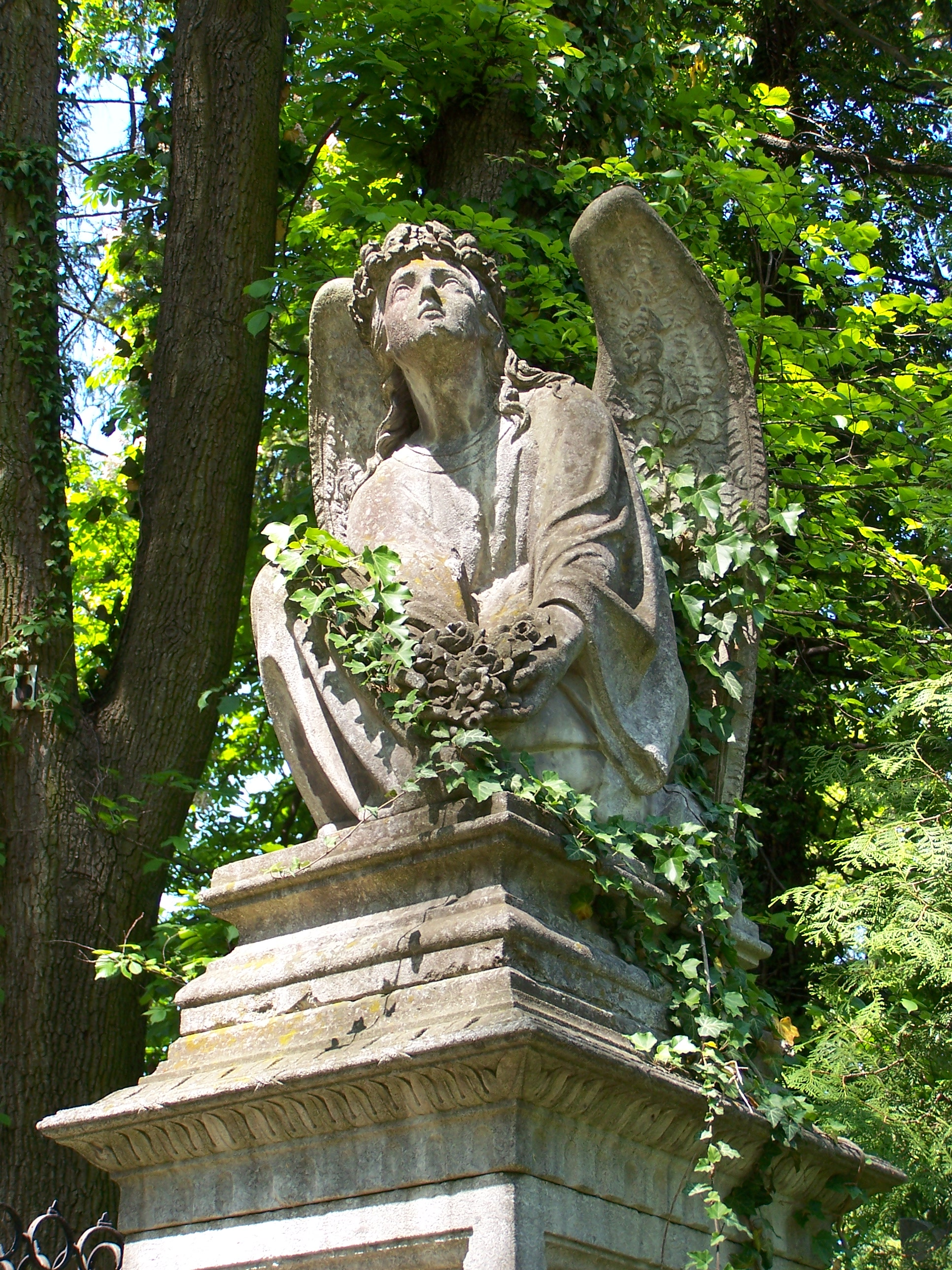
Síremlék (2007)

A Licsakivi temető (ukránul: Личаківський цвинтар, lengyelül: Cmentarz Łyczakowski, németül: Lützenhofer Friedhof) a legrégebbi temető Lvivben. Nevét a keleti városrészről, a Licsakivi kerületről kapta. Festői dombok között fekszik, sétányai mentén gondosan ápolt öreg fák állnak. Számos lengyel és ukrán művész, tudós és politikus nyugszik itt, ahogy a művészi értékű, különféle stílusú obeliszkek, aediculák, sírkápolnák, szobrok és egyéb síremlékek száma is jelentős.

## Története
A mai nekropolisz helyén már a 16. században létezett egy olyan nyughely, ahová pestiseket temettek. Más elhunytakat egészen II. József idejéig a városok határain belül, a templomok mellett hantoltak el. Lengyelország három felosztása után Lviv osztrák uralom alá került. Egy 1783-ban kibocsátott osztrák császári pátens a városi temetők felszámolását és új, városokon kívüli temetők létrehozását rendelte el. Később Lviv valamennyi kerületének saját temetője lett, bár időközben néhányat felszámoltak közülük.
A temetőt 1786-ban nyitották meg, így ez ma az egyik legrégebbi temető Európában. (A varsói Powązki temető 1790-ben, a vilniusi Rasos temető 1801-ben, a krakkói Rakowicki temető és a párizsi Père-Lachaise temető 1803-ban nyitott.) A temetőt a város keresztény felekezetei használták, a római katolikus keresztények mellett a keleti katolikus egyházak, a protestánsok és az ortodoxok, illetve az értelmiség, a középosztály és az elit. A város másik nagy temetőjébe, a Janowski temetőbe a munkásosztály temetkezett.
A második világháború után a lengyel népesség jó részét deportálták Lvivből. Mivel a sírok családi látogatását és gondozását akadályozták, ezért számos közülük tönkrement vagy felszámolás alá került. Az utóbbi években azonban ismét lehetőség nyílt a sírok ápolására, és a családok, valamint a lengyel hatóságok több történelmi jelentőségű sírkövet felújítottak.
A Licsakivi temető napjainkban múzeumi státusszal rendelkezik. Új temetésre csak a temető kezelőjének külön engedélyével van lehetőség.

## Leírás
A sírkert területe 40 hektár, 86 parcelláját számos út és sétány köti össze. Jelenlegi arculatát 1855-ben nyerte el előbb Karol Bauer, majd Tytus Tchórzewski tervei alapján. Mintegy 300 000 elhunyt nyugszik a sírokban. A jelentősebb síremlékek száma 2000, a sírkápolnáké 23, a szobroké és domborműveké pedig 500.
A nevezetes személyek sírjai a főút mellett találhatók, ami elliptikus alakban fut körbe a temetőben. A legrégebbi sírkövek a 18. századból valók. A megmaradt néhány klasszicista és empire stílusú alkotás osztrák mesterek – Anton, Jan és Leopold Schimser, valamint Hartmann Witwer – munkája. Az újabb síremlékeket Tomasz Dykas, Abel Marie Périer, Leonard Marconi, Julian Zachariewicz, Parys Filippi, Cyprian Godebski, Tadeusz Barącz, B. Victor, St. R. Lewandowski, St. K. Ostrowski, Julian Markowski és mások készítették.

## Híres elhunytak
- Ivan Franko író, költő
- Stefan Banach matematikus
- August Bielowski író
- Ilku Marion József ukrajnai magyar festő, grafikus
- Szolomija Amvroszijivna Kruselnicka opera-énekesnő
- Franciszek Niżałowski hadbíró
- Franciszek Jan Smolka politikus
- Gabriela Zapolska írónő
- Miroszlav Szkorik zeneszerző[1]

## Galéria

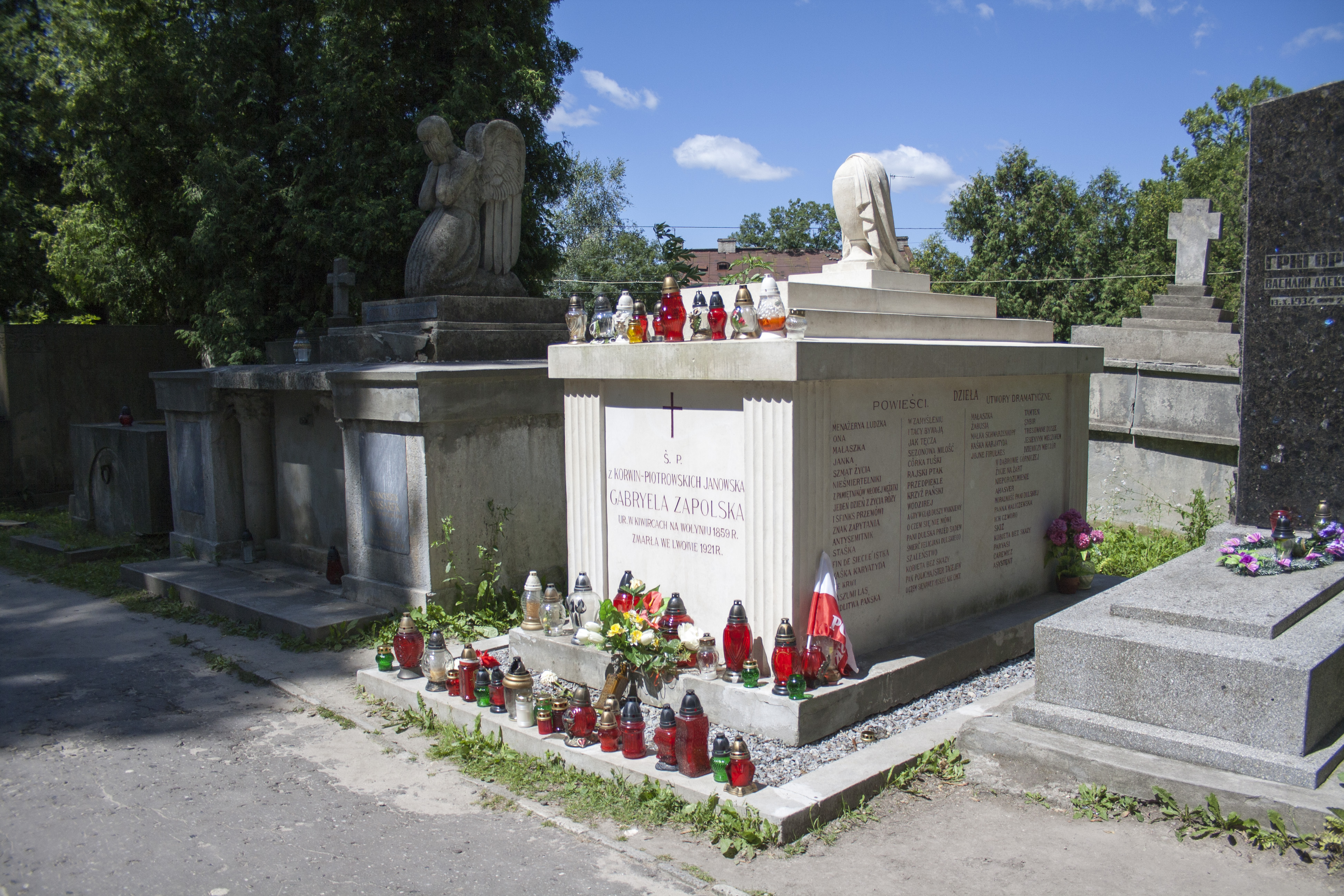
Gabriela Zapolska színész- és írónő sírja
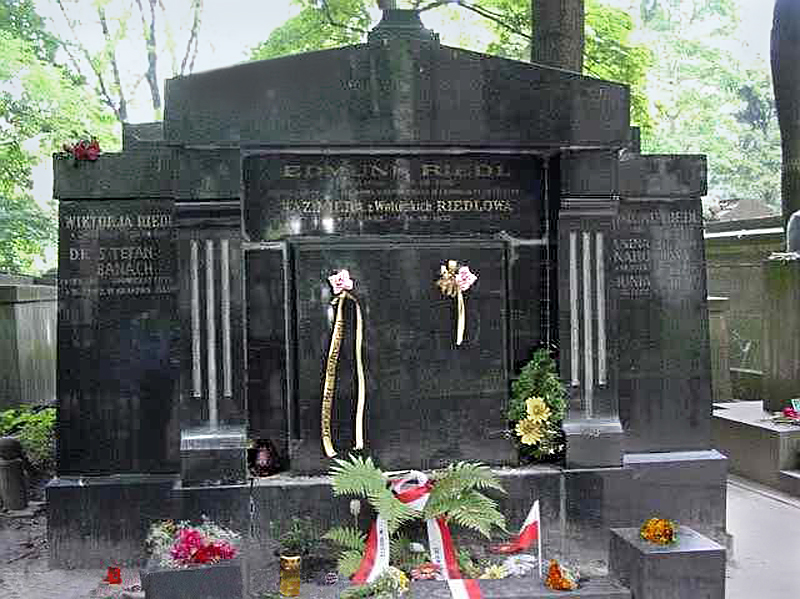
Stefan Banach matematikus síremléke
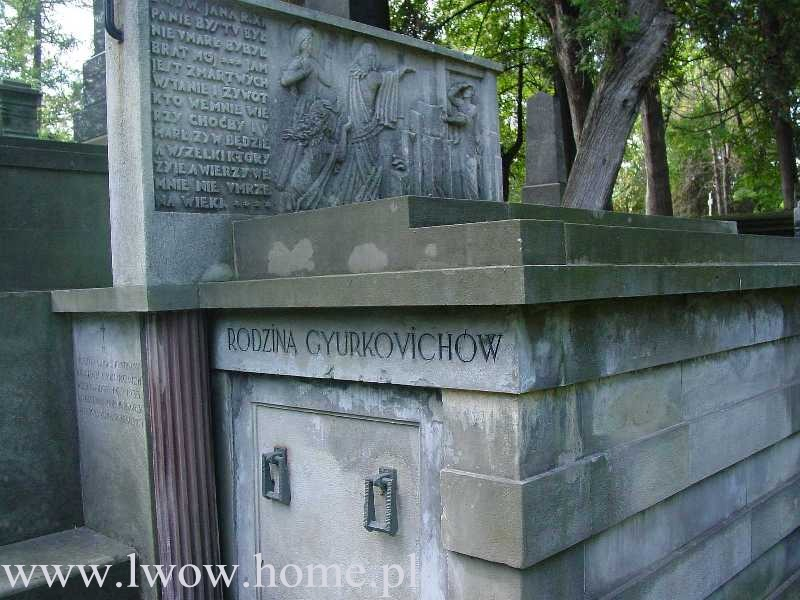
A magyar származású Gyurkovich család sírja
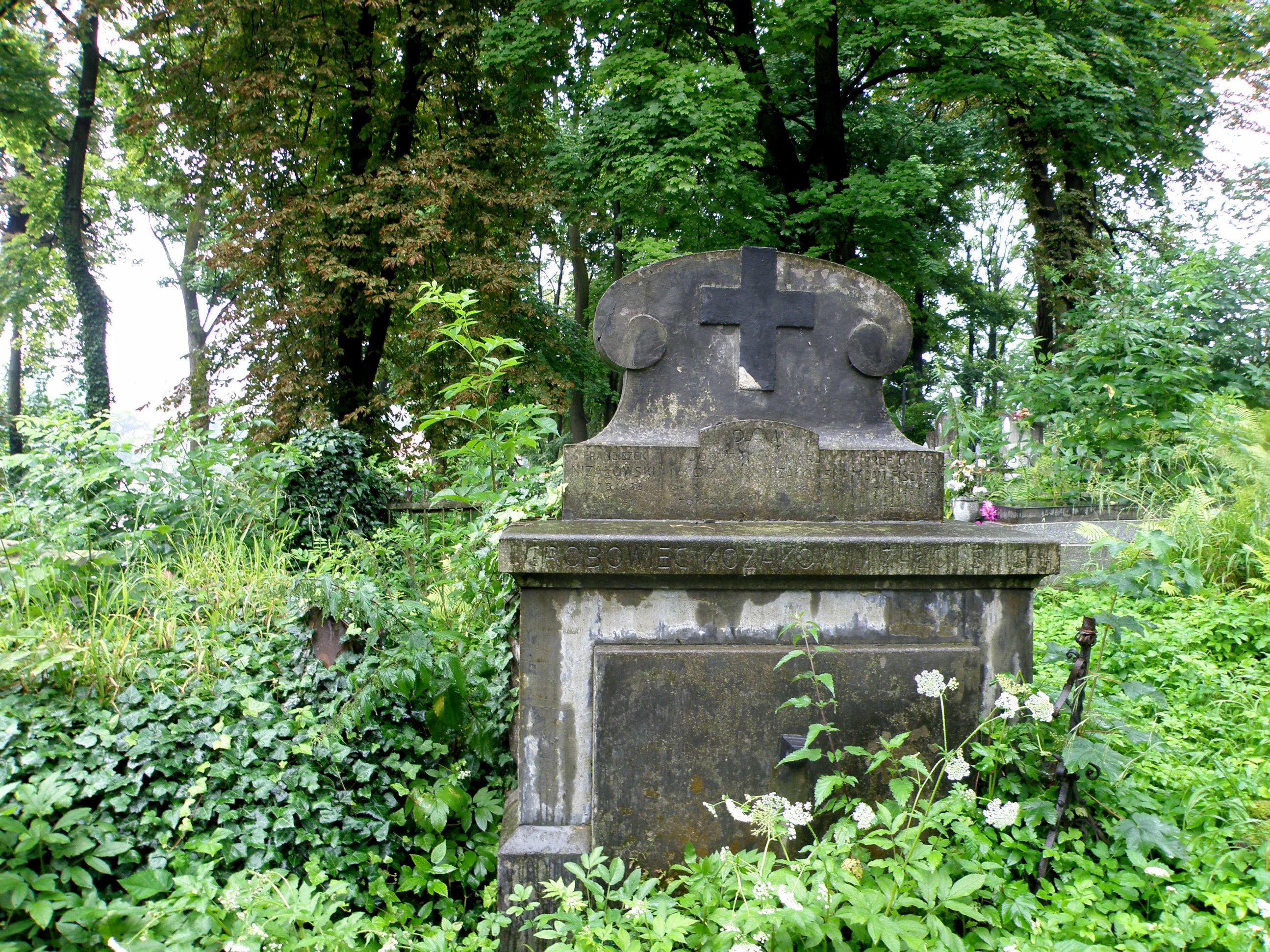
A kozák Niżałowski család sírboltja
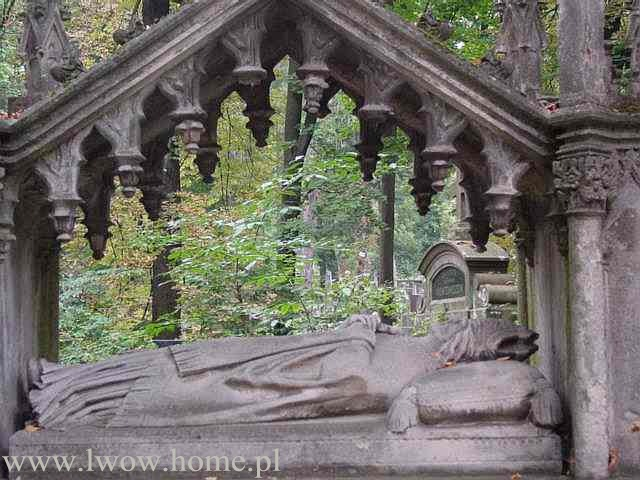
Az örmény származású Samuel Cyryl Stefanowicz érsek síremléke
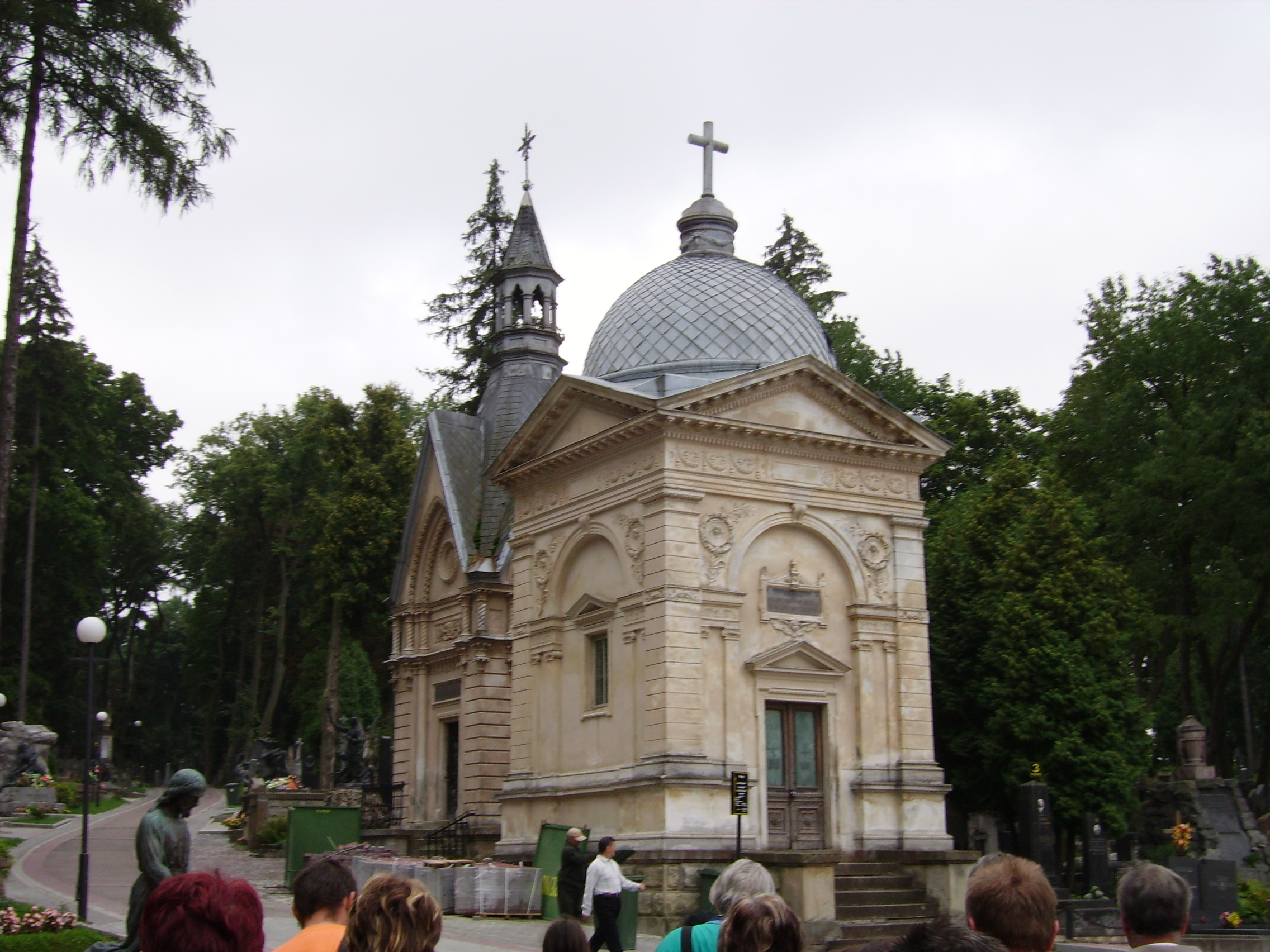
A Józef Baczewski likőrgyáros építette Baczewski-sírkápolna
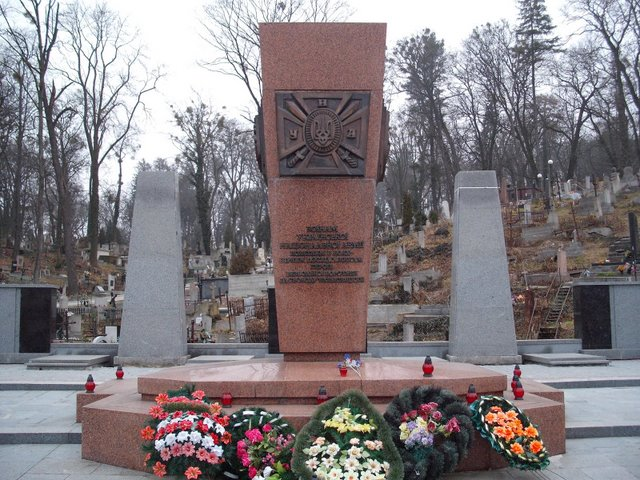
Az ukrán SS emlékműve

## Fordítás
- Ez a szócikk részben vagy egészben a  Cmentarz Łyczakowski we Lwowie című lengyel Wikipédia-szócikk ezen változatának fordításán alapul.  Az eredeti cikk szerkesztőit annak laptörténete sorolja fel. Ez a jelzés csupán a megfogalmazás eredetét és a szerzői jogokat jelzi, nem szolgál a cikkben szereplő információk forrásmegjelöléseként.